# Sharon Tate
Sharon Marie Tate-Polanski (Dallas, 24 de enero de 1943-Los Ángeles, 9 de agosto de 1969) fue una actriz y modelo estadounidense. Durante la década de los sesenta, interpretó pequeños papeles en televisión antes de aparecer en películas y era regularmente presentada en revistas de moda como modelo y chica de portada. Después de recibir críticas positivas por sus actuaciones cómicas y dramáticas, Tate fue aclamada como una de las recién llegadas más prometedoras de Hollywood.
Debutó en el cine en 1961 como extra en la película Barabbas con Anthony Quinn. Más tarde realizaría la película de terror, Eye of the Devil (1966). Su actuación más recordada fue como Jennifer North en la película clásica de culto de 1967 Valley of the Dolls, papel por el cual fue nominada a un Globo de Oro. Ese año, también apareció en la cinta The Fearless Vampire Killers, dirigida por su futuro esposo, Roman Polanski. El último filme completado de Tate sería 12 + 1, lanzada póstumamente en 1969.
El 8 de agosto de 1969, Tate y otras 4 personas fueron asesinadas por miembros de la Familia Manson, una secta destructiva, en la casa en la que vivía con Polanski. Tenía ocho meses y medio de embarazo.
Una década después de la masacre, la madre de Tate, Doris, organizó una campaña pública contra el sistema de correccionales como respuesta a la creciente condición de culto que recibían los asesinos y ante la posibilidad de que salieran en libertad condicional. La protesta llevó a California, en 1982, a hacer arreglos en sus leyes criminales que incluían permitir a las víctimas de crímenes y a sus familiares a declarar en las sentencias y en la vista de libertad condicional. Doris Tate fue la primera persona en hacer una declaración de este tipo bajo la nueva ley cuando habló en una vista para decretar la libertad condicional de uno de los asesinos de su hija, Charles Manson. Después de esto, dijo que creía que los cambios en la legislación habían dado a su hija la dignidad que antes se le había arrebatado, y que había permitido «ayudar a transformar el legado de Sharon de víctima de asesinato a símbolo de los derechos de las víctimas».

## Biografía y carrera

### 1943-1964: primeros años e inicios actorales
Sharon Marie Tate nació el 24 de enero de 1943 en Dallas, Texas. Era la mayor de las tres hijas de Paul James Tate (1922-2005), un coronel del Ejército de los Estados Unidos, y su esposa Doris Gwendolyn (1924-1992). A los seis meses de edad, Sharon Tate ganó el concurso "Miss Tiny Tot of Dallas pageant" (Señorita pequeña de las festividades de Dallas), pero los Tate no parecían tener ambiciones artísticas para su hija. Paul Tate fue ascendido y trasladado en varias ocasiones. A los 16 años, Sharon había vivido en seis ciudades estadounidenses diferentes y le resultaba difícil mantener las amistades. Su familia la describía como tímida y carente de confianza en sí misma; ya como adulta, Sharon comentó que la gente a menudo confundía su timidez con una actitud distante hasta que la conocían mejor. A medida que fue creciendo, la gente comenzó a reparar en su belleza y Sharon empezó a participar en concursos de belleza y ganó el título de "Miss Richland" en 1959. Durante el concurso habló de su ambición de estudiar psiquiatría, y también manifestó su intención de competir en el concurso de "Miss Washington" en 1960. Antes de que pudiera tomar cualquier decisión, Paul Tate fue transferido a Italia y tuvo que llevar a su familia con él.

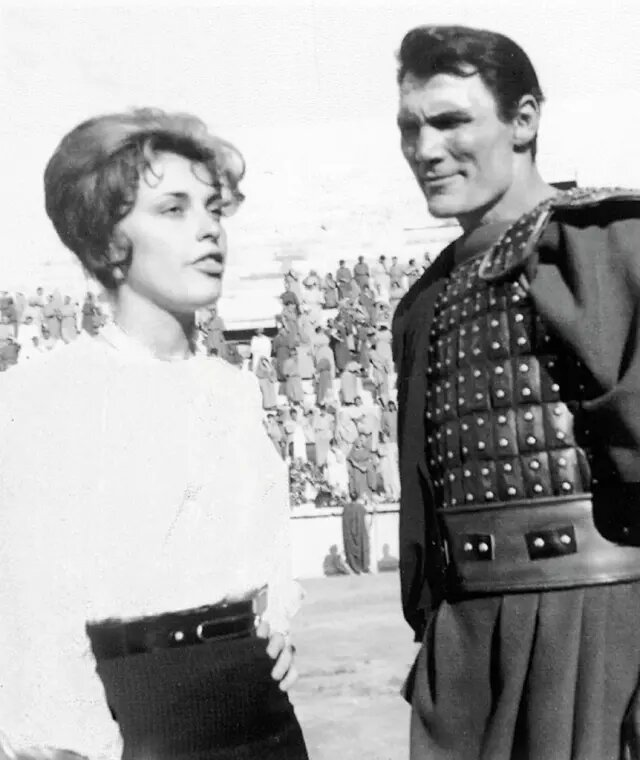
Con Jack Palance durante la filmación de Barrabás (1961).

A su llegada a Verona, Sharon se enteró de que se había convertido en una celebridad local, debido a la publicación de una fotografía suya en traje de baño que apareció en la portada del periódico militar Stars and Stripes. Descubrió que tenía una estrecha conexión con otros estudiantes de la escuela estadounidense a la que asistía en las inmediaciones de Vicenza, ya que reconocía que sus antecedentes y los sentimientos de separación que tenían eran similares a los suyos, y por primera vez en su vida comenzó a formar amistades duraderas. Tate y sus amigos se interesaron en el rodaje de Adventures of a Young Man, que se estaban realizando cerca de ahí con Paul Newman, Susan Strasberg y Richard Beymer, y obtuvieron participaciones como extras. Beymer notó a Tate entre la multitud y se presentó, y estuvieron saliendo durante la producción de la película, Beymer animó a Tate a seguir una carrera en el cine. En 1961, Tate fue contratada por el cantante Pat Boone y apareció en un especial de televisión que el cantante realizó en Venecia. Más tarde ese año, cuando cerca de Verona se filmaba la película Barrabás, una vez más, Tate fue contratada como extra. El actor Jack Palance quedó impresionado por su aspecto y su actitud, aunque su papel era demasiado pequeño como para juzgar su talento. Palance le organizó una prueba de cámara en Roma, pero esto no le generó futuros trabajos. Tate volvió a los Estados Unidos, porque decía que quería continuar sus estudios, pero trató de encontrar trabajo en el cine. Después de unos meses, Doris Tate, que temía por la seguridad de su hija, sufrió una crisis nerviosa. A causa de las muchas presiones familiares, Tate decidió volver a Italia.
La familia Tate volvió a los Estados Unidos en 1962, y Sharon Tate se trasladó a Los Ángeles, donde se puso en contacto con el agente de Richard Beymer, Harold Gefsky. Después de su primera reunión, Gefsky aceptó representarla, afirmó que era seguro que podría encontrarle trabajo en anuncios de televisión y revistas. En 1963 le presentó a Martin Ransohoff, director de Filmways, Inc., quien le firmó a un contrato de siete años. Fue considerada para un papel estelar en Petticoat Junction, pero Ransohoff se dio cuenta de que era demasiado inexperta para manejar un papel importante. Le dio pequeños papeles en Mister Ed y The Beverly Hillbillies para ayudarla a ganar experiencia. Ransohoff le había firmado a Tate un contrato de siete años en exclusiva, pero la mantuvo en secreto hasta que sintió que estaba lista para representar papeles en películas importantes. Según un artículo de la revista Playboy de 1967, Tate dijo: "El señor Ransohoff no quería que el público me viera hasta que estuviera lista".

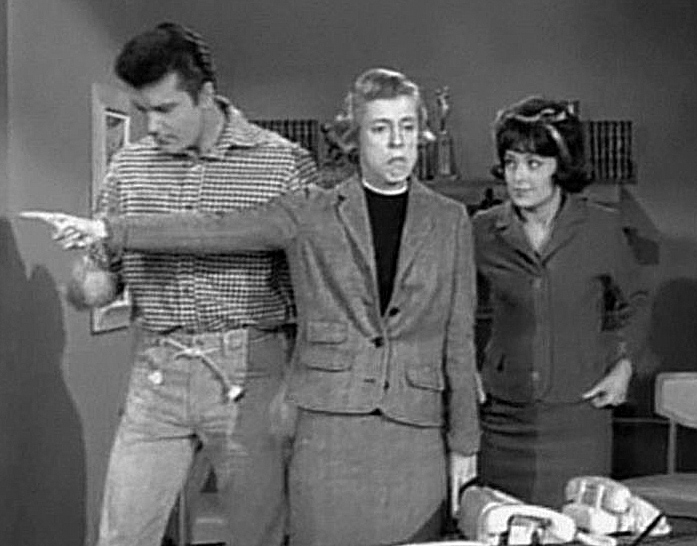
Usando una peluca oscura de peinado bob junto a Max Baer, Jr. y Nancy Kulp, en el episodio «Giant Jackrabbitt» de la serie The Beverly Hillbillies, transmitido en 1964

Durante este tiempo Tate conoció al actor francés Philippe Forquet y comenzaron una relación, llegaron incluso a comprometerse, pero la relación era inestable y peleaban con frecuencia. Después de un violento enfrentamiento con Forquet, Tate requirió tratamiento hospitalario por sus heridas y posteriormente terminó la relación. En 1964, conoció a Jay Sebring, un antiguo marinero que se había establecido como estilista líder en Hollywood. Tate dijo más tarde que la naturaleza de Sebring era especialmente amable, pero cuando le propuso matrimonio no aceptó. Tate dijo que cuando se casara pensaba retirarse de la actuación y en ese momento tenía la intención de centrarse en su carrera.

### 1964-1967: reconocimiento en Hollywood yValley of the Dolls
En 1964, Sam Peckinpah le realizó a Tate una prueba de cámara para la película The Cincinnati Kid, con Steve McQueen. Ransohoff y Peckinpah estuvieron de acuerdo en que la timidez y la falta de experiencia de Tate le causaría dificultades para sacar adelante un papel tan largo y fue rechazada en favor de Tuesday Weld. Siguió ganando experiencia con apariciones de menor importancia en televisión y después hizo una prueba sin éxito para el papel de Liesl en la versión cinematográfica de The Sound of Music, Ransohoff le dio papeles de relleno en dos películas en la que fue productor: The Americanization of Emily y The Sandpiper. 

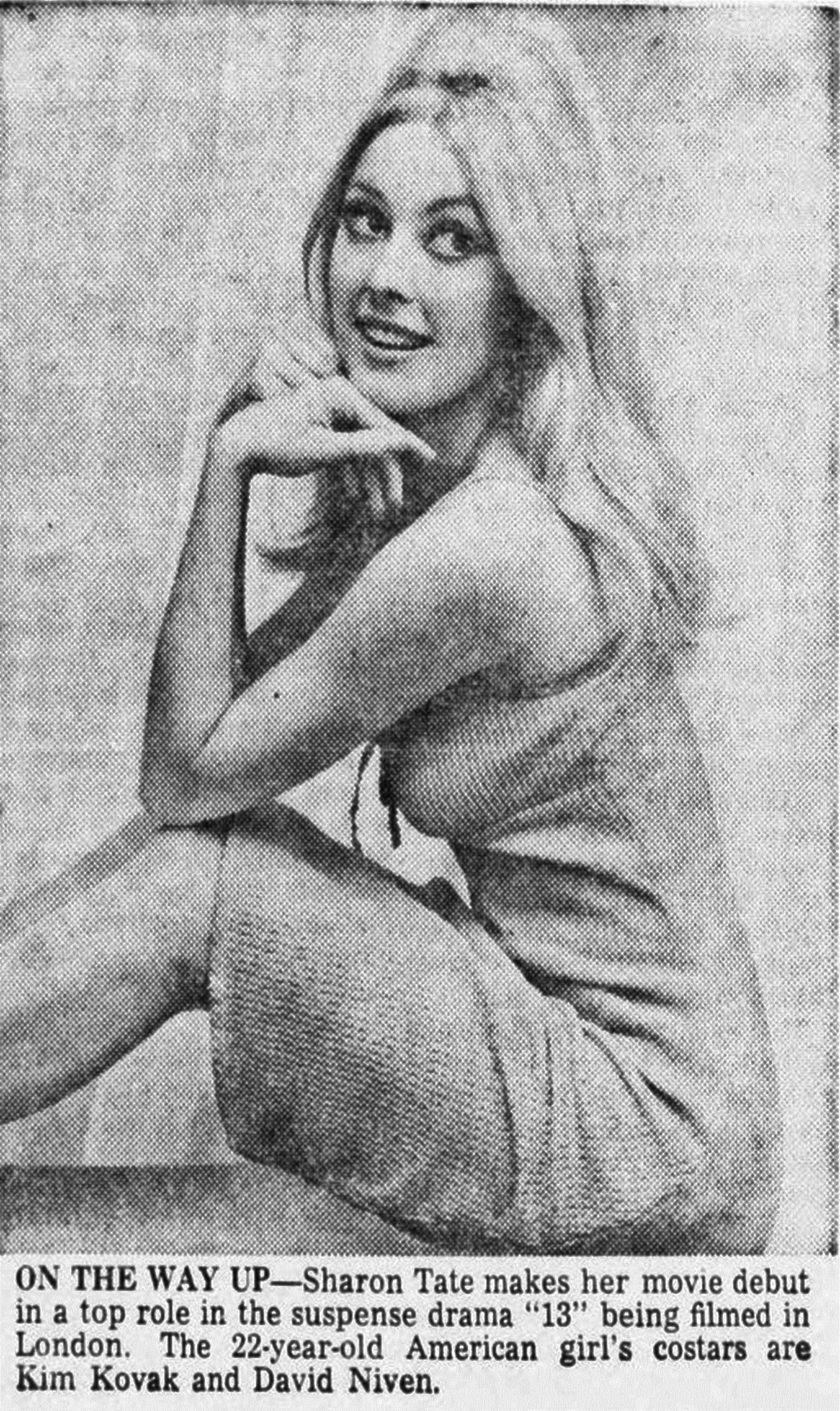
Posando para el artículo de un periódico, en 1965.

A finales de 1965, Ransohoff finalmente le dio a Tate su primer papel importante en la película, Eye of the Devil, coprotagonizada por David Niven, Deborah Kerr, Donald Pleasence y David Hemmings. Tate y Sebring viajaron a Londres para preparar el rodaje, donde conoció al Sumo Sacerdote y a la Suma Sacerdotisa de la denominación Alexandriana de la Wicca, Alex y Maxine Sanders, que fueron sus iniciadores en la Wicca. Mientras tanto, como parte de su promoción, Ransohoff organizó la producción de un documental llamado All Eyes on Sharon Tate (Todos los ojos sobre Sharon Tate), que se lanzaría al mismo tiempo que Eye of the Devil. El corto incluía una entrevista con el director de la película, J. Lee Thompson, que expresaba sus dudas iniciales sobre el potencial de Tate con el comentario: «Habíamos quedado de acuerdo, en que si después de las dos primeras semanas Sharon no hacía las cosas adecuadamente, podíamos ponerla en el refrigerador», pero agregó que pronto se dio cuenta de que Tate era «tremendamente estimulante».
Tate interpretó a Odile, una bruja que ejerce un misterioso poder sobre un terrateniente, interpretado por Niven, y su esposa, interpretada por Kerr. A pesar de que no tenía tanto diálogo como los otros actores, el desempeño de Tate era considerado crucial para la película y estaba más obligada que los otros miembros del reparto en tratar de establecer un tono etéreo. Niven la describió como un «gran descubrimiento» y Kerr dijo que con «una razonable cantidad de suerte», Tate sería un gran éxito. En entrevistas, Tate comentó acerca de su buena fortuna en trabajar con estos actores tan profesionales en su primera película y dijo que había aprendido mucho acerca de la actuación simplemente observando trabajar a Kerr. Gran parte de la filmación tuvo lugar en Francia y Sebring tuvo que regresar a Los Ángeles para cumplir con sus obligaciones comerciales. Después de terminar la filmación, Tate permaneció en Londres, donde se sumergió en el mundo de la moda y las discotecas. En esta época conoció a Roman Polanski.

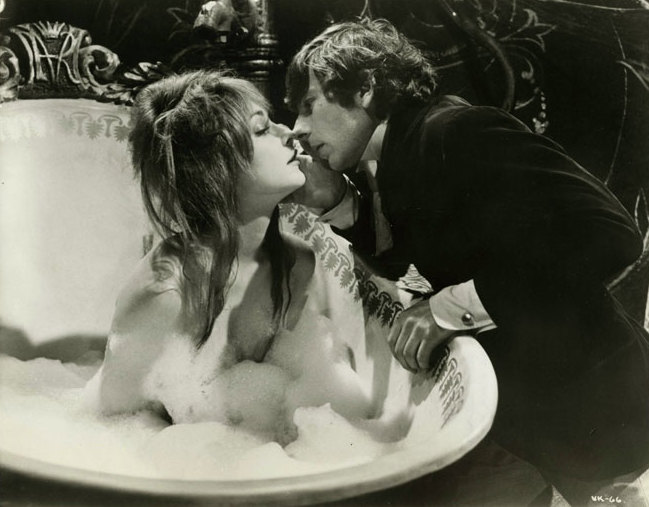
Besando a Roman Polanski en The Fearless Vampire Killers (1967).

Tate y Polanski admitirían más tarde que ninguno de los dos se sintió impresionado por el otro cuando se conocieron. Polanski estaba planeando The Fearless Vampire Killers, que sería coproducida por Ransohoff, y había decidido que quería a la pelirroja actriz Jill St. John para el papel femenino principal. Ransohoff insistió en que le realizara una prueba a Tate; después del casting, Polanski estuvo de acuerdo en que podía ser adecuada para el papel, siempre y cuando usara una peluca roja durante el rodaje. La compañía viajó a Italia para la filmación, mientras estaban allí, la capacidad de Tate para hablar italiano con fluidez resultó de utilidad para la comunicación con los miembros del equipo local. Polanski era un perfeccionista y tenía poca paciencia con la inexperta Tate, en una entrevista comentó que una de las escenas requirió setenta tomas antes de dejarlo satisfecho. Además de dirigir, Polanski también representó uno de los personajes principales, un hombre joven e inocente que se siente intrigado por el carácter de Tate y comienza un romance con ella. Conforme avanzaba el rodaje, Polanski comenzó a elogiar sus actuaciones, lo que motivó que la confianza de Tate se incrementara. Iniciaron una relación y después de terminar el rodaje Tate se mudó al apartamento de Polanski en Londres. Jay Sebring viajó a Londres e insistió en encontrarse con Polanski. Aunque más tarde sus amigos dijeron que estaba devastado, se hizo amigo de Polanski y se convirtió en el confidente de Tate. Polanski comentaría más adelante que Sebring era una persona solitaria y retraída, que los veía a Tate y a él como su familia.
Tate volvió a los Estados Unidos para personificar a Malibú en Don't Make Waves con Tony Curtis, y Polanski se quedó en Londres. Dicha película estaba destinada a capitalizar la popularidad de las películas de playa y la música de artistas como The Beach Boys y Jan and Dean. El personaje de Tate, fue promocionado por la Metro-Goldwyn-Mayer como "Malibu, la reina del Surf", usó poco más que un bikini durante la mayor parte de la película. Decepcionada con la película, comenzó a referirse a sí misma, sarcásticamente, como "la pequeña yo sexy". Antes del lanzamiento de la película, se realizó una importante campaña de publicidad que consistió en exhibir fotografías y figuras de cartón de tamaño natural de Sharon Tate en los vestíbulos de los cines en todo Estados Unidos, de forma concurrente se lanzó una campaña de publicidad de Coppertone en la que se usaba la imagen de Tate. La película se estrenó con malas críticas y mediocres ventas de entradas. Tate le confió a un periodista: «Es una película terrible», antes de añadir: «A veces digo cosas que no debería. Supongo que soy demasiado franca».
Polanski regresó a los Estados Unidos y fue contratado por Robert Evans de Paramount Pictures, para dirigir y escribir el guion de Rosemary's Baby, basada en la novela homónima de Ira Levin. Polanski admitió más tarde que había querido que Tate protagonizara la película y que tenía la esperanza de que alguien más lo sugiriera, ya que sentía que era inapropiado hacer él mismo. Los productores no sugirieron Tate y eligieron a Mia Farrow. Según se informó, Tate proporcionó ideas para algunas de las escenas clave, como la escena en la que la protagonista, Rosemary, es fecundada.[cita requerida] También apareció, sin crédito, en calidad de invitado en la escena de una fiesta. Visitaba frecuentemente la filmación, en una ocasión fue fotografiada por la revista Esquire, las fotografías resultantes generaron una considerable publicidad para Tate y la película.

### 1967-1969: casamiento con Roman Polanski y proyectos finales
Un artículo sobre Tate publicado en marzo de 1967 en la revista Playboy comentó: "Este es el año en que Sharon Tate sucede..." e incluyó seis fotografías de desnudos o desnudos parciales tomadas por Roman Polanski durante el rodaje de The Fearless Vampire Killers. Tate se mostró optimista: Eye of the Devil y The Fearless Vampire Killers estaban por ser lanzadas, y había firmado un contrato para interpretar un importante papel en la versión cinematográfica de Valley of the Dolls. Basada en uno de los libros más vendidos de todos los tiempos, la versión fílmica fue muy publicitada y esperada. Aunque Tate reconoció que un papel tan destacado la haría avanzar en su carrera, le confió a Polanski que ni el libro ni el guion le gustaban mucho. En el reparto se incluyó a Patty Duke, Barbara Parkins y Judy Garland. Unas semanas más tarde Garland fue despedida y sustituida por Susan Hayward.

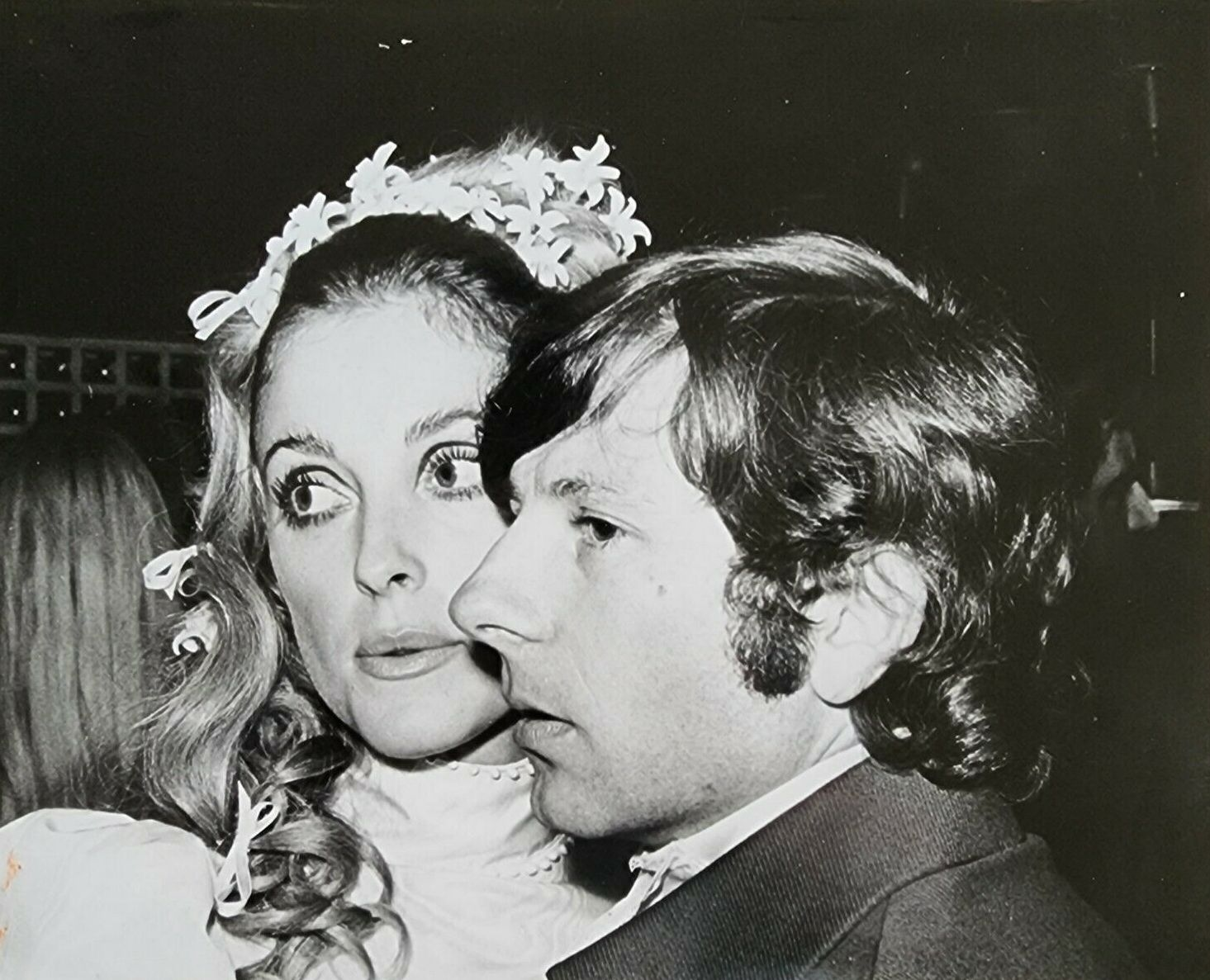
Tate y Polanski en su boda, 1968.

A finales de 1967, Tate y Polanski volvieron a Londres, donde fueron tema frecuente en artículos de periódicos y revistas. Se la describió como poco tradicional y moderna, y se la citó diciendo que las parejas deberían vivir juntas antes de casarse. Los dos contrajeron matrimonio el 20 de enero de 1968, en Chelsea, Londres, con considerable publicidad. Polanski vestía con «decoraciones eduardianas», mientras que Tate lució un minivestido blanco. La pareja se mudó a la casa mews de Polanski, en Eaton Square, Belgravia, Londres.
El fotógrafo Peter Evans los describió como «la pareja imperfecta. Eran los Douglas Fairbanks/Mary Pickford de nuestro tiempo... Geniales, nómadas, talentosos y agradablemente impactantes.» De acuerdo a él, Tate quería un matrimonio tradicional, pero Polanski siguió siendo promiscuo, describiendo su actitud de infiel como «el gran problema de Sharon». Él le recordó que ella había prometido no cambiarlo. Tate aceptó sus condiciones, aunque ella les confió a sus amigos que esperaba que él cambiara. Peter Evans citó a Tate diciendo: «tenemos un buen acuerdo. Roman me miente y pretendo creerle».
Polanski instó a Tate a poner fin a su asociación con Martin Ransohoff, y ella empezó a darle menos importancia a su carrera hasta que Polanski le dijo que quería casarse con «una hippie, no con una ama de casa». Los dos regresaron a Los Ángeles y rápidamente se unieron a un grupo social que incluía a algunos de los jóvenes más exitosos de la industria cinematográfica de ese momento, entre ellos Warren Beatty, Jacqueline Bisset, Leslie Caron, Joan Collins, Mia Farrow, Jane Fonda, Peter Fonda, Laurence Harvey, Steve McQueen, Joanna Pettet, y Peter Sellers; estrellas de cine consagradas como Yul Brynner, Kirk Douglas, Henry Fonda, y Danny Kaye; músicos como Jim Morrison y the Mamas & the Papas; y el productor discográfico Terry Melcher y su novia Candice Bergen. Jay Sebring siguió siendo uno de los compañeros más frecuentes de la pareja. Los amigos de Polanski incluían a Wojciech Frykowski, a quien Polanski había conocido desde su juventud en Polonia, y la novia de Frykowski, Abigail Folger, heredera del emporio de café de sus padres. Durante unos meses, Tate y Polanski se mudaron al hotel Chateau Marmont, hasta que acordaron alquilar la casa de Patty Duke en Summit Ridge Drive en Beverly Hills durante los últimos meses de 1968. La casa de Polanski a menudo estaba llena de extraños, y Tate consideró la atmósfera informal como parte del «espíritu libre» de la época, y dijo que no le importaba quién entrara a su casa, ya que su lema era «vive y deja vivir». Su amiga cercana Leslie Caron, comentó que los Polanski eran demasiado confiados, «hasta el punto de la imprudencia», y que eso la había alarmado.
En el verano de 1968, Tate comenzó a trabajar en The Wrecking Crew, una comedia en la que interpretó a Freya Carlson, una espía propensa a sufrir accidentes que también era un interés romántico para la estrella Dean Martin, interpretando a Matt Helm. Realizó sus propias acrobacias y Bruce Lee le enseñó artes marciales. La película tuvo éxito y le valió a Tate numerosas reseñas, las cuales en su mayoría elogiaron sus dotes como comediante. Vincent Canby, crítico del The New York Times, criticó la película pero escribió: «Lo único bueno es Sharon Tate, una chica alta y muy guapa».
Alrededor de este tiempo, Tate fue considerada como una prometedora recién llegada. Fue nominada a un Globo de Oro en la categoría a «Nueva estrella del año - Actriz», por su intervención en Valley of the Dolls, y ocupó el cuarto lugar detrás de Mia Farrow, Judy Geeson, y Katharine Houghton para obtener un premio Golden Laurel a la «Revelación más prometedora» del año. Adicionalmente, también quedó en segundo lugar detrás de Lynn Redgrave en la encuesta del Motion Picture Herald para elegir a la potencial «estrella del mañana», en la que el poder de atracción en taquilla fue el criterio principal. Estos resultados indicaron que su carrera estaba comenzando a despuntar, decidiendo pedir un pago de honorarios de 150.000 dólares para su próxima película.
A finales de 1968, quedó embarazada, por lo que el 15 de febrero de 1969, ella y Polanski se mudaron a 10050 Cielo Drive, con ubicación en Benedict Canyon, Los Ángeles. La casa había sido ocupada anteriormente por sus amigos Terry Melcher y Candice Bergen. Tate y Polanski la habían visitado varias veces, y Tate se emocionó al saber que estaba disponible, refiriéndose a ella como su «casa del amor». En su nuevo hogar, los Polanski continuaron siendo anfitriones populares para su gran grupo de amigos, aunque algunos de ellos todavía estaban preocupados por las personas extrañas que seguían apareciendo en sus fiestas. Tate se sintió alentada por las críticas positivas hacia sus actuaciones cómicas, por lo que eligió la comedia The Thirteen Chairs (1969) como su próximo proyecto, en gran parte por la oportunidad de coprotagonizar junto a Orson Welles. En marzo de 1969, viajó a Italia para comenzar a filmar y Polanski fue a Londres para trabajar en The Day of the Dolphin.
Frykowski y Folger se mudaron a la casa de Cielo Drive. Después de completar la filmación de The Thirteen Chairs, Tate alcanzó a Polanski en Londres. Posó en su apartamento para el fotógrafo Terry O'Neill, en una sesión fotográfica para la que simuló estar en escenas domésticas informales, como abrir regalos para su futuro bebé, y además, completó una serie de fotografías glamurosas para la revista británica Queen. Regresó de Londres a Los Ángeles el 20 de julio de 1969, transportándose desde Southampton, Inglaterra, a Nueva York, en el Queen Elizabeth 2. Polanski debía regresar el 12 de agosto, a tiempo para presenciar el nacimiento del hijo que se encontraban esperando, por lo que le pidió a Frykowski y Folger que se quedaran en la casa con Tate hasta su regreso.

## Asesinato

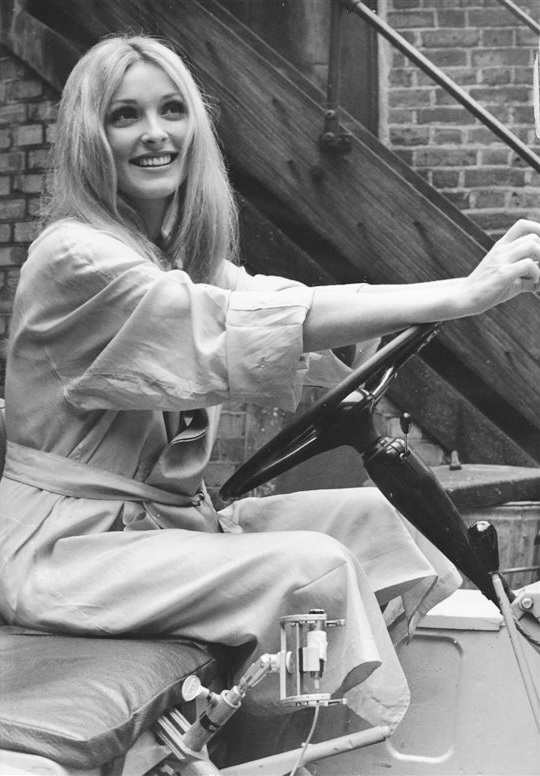
Fotografiada en 1969.

El 8 de agosto de 1969, Sharon Tate estaba a dos semanas de dar a luz. Ese día tuvo a dos invitadas en casa para almorzar, las actrices Joanna Pettet y Barbara Lewis, a quienes comentó su decepción por el retraso en los planes de regreso de Polanski de Londres. Esa tarde, Polanski la llamó por teléfono. Su hermana pequeña Debra también la llamó para preguntar si se podía quedar, junto a su hermana Patti, a pasar la noche en su casa, pero Sharon le dijo que no. Esa noche fue a cenar a su restaurante favorito "El Coyote" junto a Jay Sebring, Wojciech Frykowski y Abigail Folger, regresó a su casa a las 22:30.
Al filo de la medianoche, fueron asesinados por los miembros de la «familia» de Charles Manson y sus cuerpos fueron encontrados a la mañana siguiente a las 8:00 por el ama de llaves de Tate, Winifred Chapman. La policía llegó poco después a la escena del crimen donde encontraron, en primer lugar el cuerpo sin vida de un joven, identificado posteriormente como Steven Parent, muerto a tiros en su coche, ubicado en la entrada de la casa. Dentro de la casa, encontraron los cuerpos de Tate y Sebring en el salón de estar, con una cuerda larga atada a sus cuellos para conectarlos entre sí. En el jardín de la entrada, encontraron los cuerpos de Frykowski y Folger. Todas las víctimas, a excepción de Parent, habían recibido numerosas puñaladas. En el informe forense se constata que Tate "recibió dieciséis puñaladas, de las cuales cinco habrían sido mortales por sí solas".
La policía se llevó al único sobreviviente, el conserje William Garretson, para ser interrogado. Garretson vivía en la casa de invitados, que se encontraba cerca de la casa principal, aunque no directamente visible. Como primer sospechoso, procedieron a interrogarlo y a hacerle una prueba de polígrafo. Dijo que Parent le visitó a las 23:30, tomaron unas cervezas y que se marchó a los pocos minutos. Garretson aseguró no tener nada que ver con los asesinatos y que no sabía nada que les pudiese ayudar en la investigación, tras lo cual fue liberado.

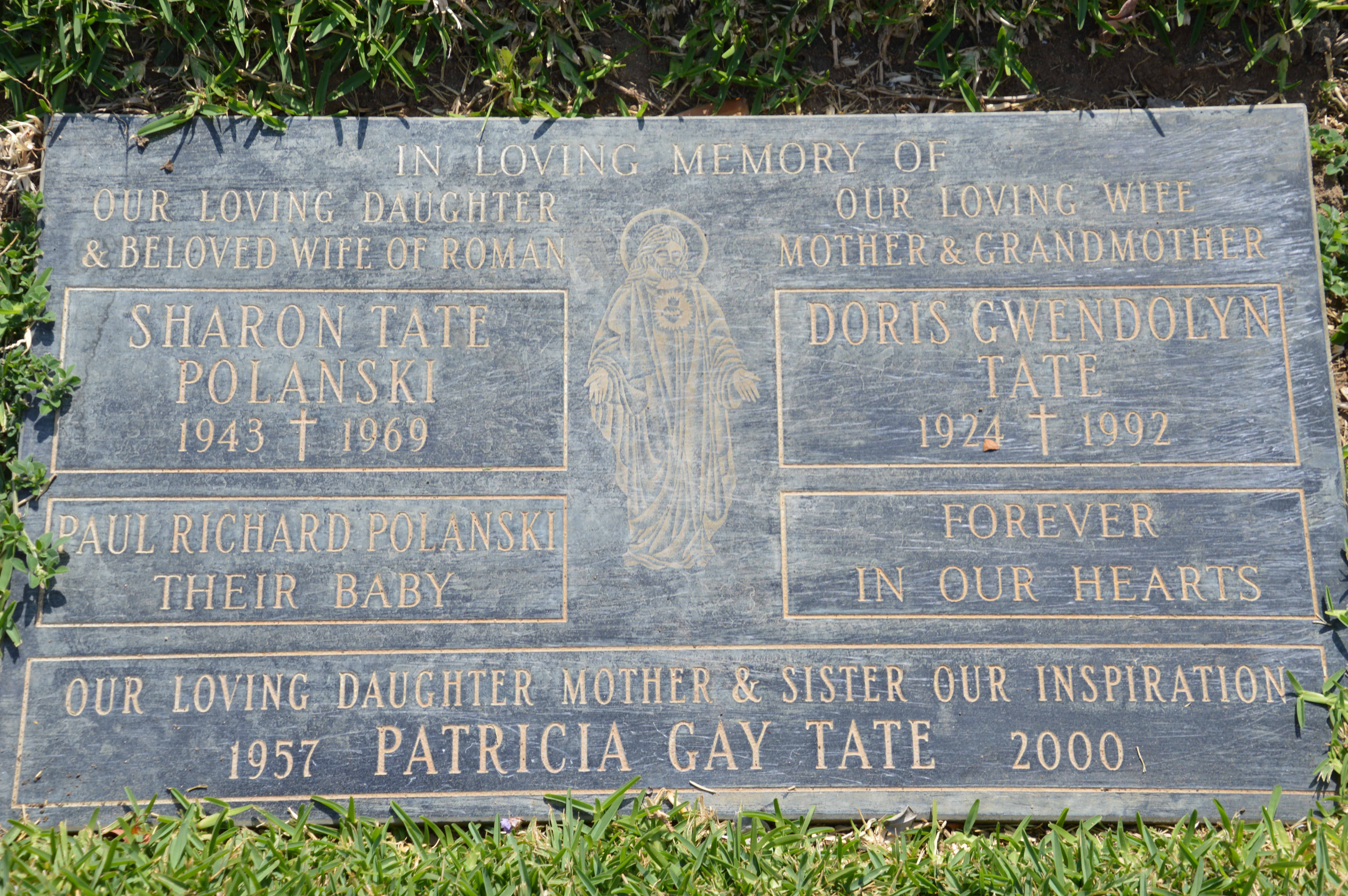
Tumba de la familia Tate, fotografiada en 2015. Se encuentra ubicada en el cementerio Holy Cross, en Culver City, California. En este sepulcro se hallan enterrados los cuerpos de Tate, de Paul, su hijo nonato, de su madre Doris, y de su hermana Patti.

Informaron a Polanski de lo ocurrido y este regresó de inmediato a Los Ángeles donde los policías, incapaces de encontrar motivos para los asesinatos, comenzaron a inquirir sobre Tate y sus amistades. El miércoles 13 de agosto enterraron a Tate en el cementerio Holy Cross de Culver City, California con su hijo, Paul Richard Polanski (nombre póstumo dedicado a los padres de Polanski y Tate), en brazos. El funeral de Sebring también se celebró ese mismo día; los funerales se programaron con varias horas de diferencia, para permitir que los amigos en común pudiesen asistir a ambos.
La revista Life dedicó en la época un extenso artículo sobre los asesinatos, con fotografías de la escena de los crímenes. Entrevistaron a Polanski para el artículo y este incluso permitió que se le fotografiase en el salón de estar donde murieron Tate y Sebring, con la sangre seca de Tate claramente visible en el suelo delante de él. Esto fue criticado, aunque él dijo que lo había hecho porque quería saber quiénes eran los responsables y que quería impresionar a los lectores de la revista con la esperanza de que alguien pudiese ayudar en la investigación.
A raíz de los acontecimientos, se reestrenaron todas las películas en las que había actuado Tate, consiguiendo más popularidad que las ediciones originales. Algunos periódicos comenzaron a especular sobre los motivos de los asesinatos. Algunas de estas publicaciones alegaban que ciertas fotografías de Tate que habían sido divulgadas se habrían tomado durante un ritual satánico, aunque después se comprobó que eran fotografías tomadas durante la producción de la película de J. Lee Thompson, Eye of the Devil. Las amistades de Tate salieron en varias ocasiones a criticar el trato de los medios. Sin embargo, el crimen fue calificado como asesinato ritual. Mia Farrow dijo que era "un ser humano dulce y puro como ninguno", mientras que Patty Duke la recordó como "una criatura dulce, dulce. Yo estaba loca con ella, y no conozco a nadie que no lo estuviese". Polanski llegó a reprender a los periodistas en una rueda de prensa, diciéndoles que aunque muchas veces habían escrito que Tate "era preciosa. Posiblemente la mujer más bella del mundo. ¿Quién había escrito sobre lo buena que era?". Peter Evans después citó al actor Laurence Harvey, quien comentó sobre Polanski después de las muertes: "Esto destrozará a Roman. Los votos matrimoniales no significan nada para él, pero pocos hombres han adorado tanto a una mujer como él adoraba a Sharon".
Polanski llegó a admitir después, que en los meses siguientes a los asesinatos, sospechó de varios amigos y colegas, y que su paranoia solo se apaciguó con el arresto de los verdaderos culpables. Los periódicos afirmaron que muchas estrellas de Hollywood estaban marchándose de la ciudad, mientras que otros estaban instalando sistemas de seguridad en sus casas. El escritor Dominick Dunne recordó esta tensión: La oleada de pánico que atravesó la ciudad era superior a nada de lo que había visto antes. La gente estaba convencida de que la comunidad de ricos y famosos estaba en peligro. A los niños se les sacó de la ciudad. Se alquiló seguridad. Steve McQueen se llevó un arma cuando acudió al funeral de Jay Sebring.

### Arrestos y juicio de la familia Manson
En noviembre de 1969, mientras Susan Atkins se encontraba encarcelada por el robo de un coche, alardeó delante de otra presa que era responsable del asesinato de Sharon Tate. Esto la llevó a ser acusada junto a los cómplices que ella misma acusó: Charles Manson, Tex Watson, Patricia Krenwinkel y Linda Kasabian. También reveló que los asesinatos de Leno y Rosemary LaBianca en Los Feliz, Los Ángeles, ocurridos la noche después del asesinato de Tate, fueron a su vez obra de miembros de la "familia", incriminando a Leslie Van Houten.
El fiscal del distrito de Los Ángeles ofreció a Susan Atkins un trato que garantizaba que no pediría la pena de muerte a cambio de que testificase ante el gran jurado, donde afirmó que fue incapaz de apuñalar a Sharon Tate y que fue Watson quien lo hizo, contradiciendo lo dicho antes de su arresto. Atkins se negó a seguir colaborando, forzando al fiscal del distrito a retirar su oferta inicial.
A Kasabian se le ofreció inmunidad a cambio de que aceptase prestar testimonio en cualquier juicio posterior relacionado con cualquiera de los acusados. El ayudante del fiscal Vincent Bugliosi dijo posteriormente que pensaba que Kasabian sería más aceptable por parte de los miembros del jurado porque no había matado a nadie. Aun así, en su libro Will You Die For Me, Charles (Tex) Watson confesó el asesinato diciendo que Atkins no llegó ni siquiera a tocarla.
El 15 de junio de 1970 comenzó el juicio contra Manson, Atkins, Krenwinkel y Van Houten, mientras Watson permaneció en Texas luchando contra la extradición. Los detalles del juicio se divulgaron por todo el mundo. Watson testificó contra un grupo de hippies y su líder Charles Manson, un músico frustrado que pensaba que se acercaba una guerra racial de forma inminente. Creía que la música de The Beatles avisaba del cercano holocausto, al que se refería como Helter Skelter, por la canción de la banda de Liverpool, el título de la canción que apareció escrito con sangre en la escena del crimen. Además, pensaba que sólo los "elegidos", su "familia", sobrevivirían. Manson estuvo asociado brevemente con Terry Melcher, pensando que Melcher promovería sus aspiraciones musicales; al no ocurrir, Manson se sintió traicionado y furioso. Pensó que podría acelerar la guerra racial matando salvajemente a gente pudiente en sus casas e intentando hacer recaer las sospechas sobre grupos como los Black Panthers. Manson creía que este tipo de grupos ganarían la guerra y predijo que le convertirían en su líder en el momento en que se diesen cuenta de que eran demasiado ineptos para gobernar la nueva sociedad. Había estado en la casa 10050 de Cielo Drive y aunque sabía que Melcher ya no vivía allí, la casa representaba su rechazo contra el show business establecido. Ordenó a Watson, Atkins, Krenwinkel y Kasabian que fuesen al lugar "y matasen a todos los allí presentes", mientras él permanecía en el campamento de Spahn's Movie Ranch.
Los testimonios de Kasabian y Atkins revelaron detalles desconocidos por el público. Cuando el grupo escaló la verja de la propiedad, fueron vistos por Steven Parent, quien abandonaba la casa en ese instante. Watson se acercó al coche y ordenó al conductor que parase. Parent le pidió a Watson que no le hiciese daño, prometiendo que no diría nada, pero la respuesta de Watson fue acuchillarle y dispararle cuatro veces. A continuación, Watson le ordenó a Kasabian que permaneciese fuera mientras el resto entraba en la casa. Acorralaron a los cuatro ocupantes en el salón de estar y les ataron a punta de pistola. Cuando Watson les ordenó que se tumbasen bocabajo, Jay Sebring pidió que tuviesen en cuenta el estado de Tate y que no le hiciesen daño. Watson disparó a Sebring de inmediato. Wojciech Frykowski y Abigail Folger escaparon, corriendo en direcciones distintas hacia el jardín de la entrada, donde se les abordó y se les mató. Tate permaneció en la casa y suplicó por la vida de su hijo, pidiendo que la secuestrasen para que pudiese dar a luz y después la matasen. Atkins testificó que le dijo a Tate que no tendrían misericordia con ella. Fue apuñalada dieciséis veces y Atkins mojó una toalla en la sangre para escribir "PIG" (CERDA) en la puerta principal de la casa. Abandonaron la casa de Tate pasada la medianoche y regresaron a Spahn Ranch.
Durante la parte de imposición de la pena del juicio, volvieron a preguntar a Atkins sobre su actitud con Tate y su papel en su muerte. Dijo:

Ni siquiera parecían personas... No relacionaba a Sharon Tate con nada más que un maniquí de tienda... [Tate] sonaba como una máquina IBM... pedía y suplicaba y suplicaba y pedía, y me harté de oírla, así que la apuñalé.

Se declaró a los acusados culpables y se les condenó a muerte el 29 de marzo de 1971. A Charles Watson se le juzgó por separado después de ser extraditado desde Texas. Los psiquiatras testificaron que parecía que estaba fingiendo demencia y a pesar de que admitió haber participado en todos los asesinatos, se negó a reconocer sus responsabilidades, y fue citado extensamente por la prensa sobre su afirmación de que no se había percatado de que Sharon Tate estaba embarazada. Se le declaró culpable y fue sentenciado a muerte el 21 de octubre de 1971. Sin embargo, la pena de muerte se transformó inmediatamente en cadena perpetua después de que la Corte Suprema de California invalidara, gracias al caso California v. Anderson, todas las penas de muerte impuestas antes de 1972. A día de hoy, Watson, Krenwinkel y Van Houten continúan encarcelados, mientras que Atkins murió en prisión el 24 de septiembre de 2009. A su vez, Manson murió el domingo 19 de noviembre de 2017.

## Legado
A comienzos de los años 80, Stephen Kay, quien había trabajado para la acusación en el juicio, se enteró de que Leslie Van Houten había conseguido reunir 900 firmas para pedir su puesta en libertad condicional. Contactó a la madre de Sharon Tate para intentar reunir firmas para que se le denegase dicha libertad condicional. Estaban seguros de su éxito, por lo que ambos montaron una campaña publicitaria, consiguiendo reunir más de 350.000 firmas. Se veía a Van Houten como la candidata más probable de todos para conseguir la libertad condicional; gracias a los esfuerzos de Kay y Tate, se le denegó. Doris Tate se convirtió en vocal defensora de los derechos de las víctimas, hablando sobre el asesinato de su hija y reuniéndose con otras víctimas de crímenes. Asumió un papel de consejera, usando su notoriedad pública para animar el debate y criticar el sistema penal.
Dedicó mucho del resto de su vida a luchar contra todas las peticiones de libertad condicional de los asesinos de la "familia" Manson y trabajó de cerca con otras víctimas de crímenes violentos. Se enfrentó en varias ocasiones a Charles Watson en audiencias de peticiones de libertad condicional, diciendo: "Siento que Sharon debe estar representada en esas audiciones. Si están [los asesinos] suplicando por sus vidas, pues debo estar allí para representarla". Replicó a Watson directamente en una declaración de impacto de la víctima en 1984:

¿Qué misericordia, señor, mostró cuando mi hija suplicaba por su vida? ¿Qué misericordia mostró con mi hija cuando le dijo, denme dos semanas para tener a mi bebé y después me pueden matar?... ¿Cuando obtendrá Sharon la libertad condicional? ¿Saldrán de sus tumbas estas siete víctimas o posiblemente más si usted consigue la libertad? Usted no es de fiar.

En 1992, el presidente George H. W. Bush comentó que Doris Tate era uno de sus "mil puntos de luz" (frase utilizada por el expresidente muy a menudo para referirse a las cosas que le iluminaban el camino) por su trabajo voluntario para los derechos de las víctimas. En esta época Tate había sido diagnosticada con un tumor cerebral maligno, por lo que le fallaba la fuerza y la salud; su reunión con Bush significó su última aparición pública. Ese mismo año, Doris (antes de fallecer el 10 de julio), legó a su hija pequeña Patti su trabajo. También contribuyó en la fundación de Doris Tate Crime Victims Bureau, una organización no gubernamental dedicada a influenciar la legislación de Estados Unidos y para dar protección a las víctimas de crímenes violentos.
Patti Tate se enfrentó a David Geffen y directivos de Geffen Records en 1993 sobre los planes de incluir en el álbum de Guns N' Roses The Spaghetti Incident? una canción compuesta por Charles Manson. Comentó a un periodista que la compañía discográfica estaba "poniendo a Manson en un pedestal para que la gente joven que no le conozca le veneren como a un ídolo".
Después de la muerte de Patti por un cáncer de mama el 3 de junio de 2000, su hermana mayor Debra continuó con el trabajo representando a la familia Tate en las peticiones de libertad condicional. Debra Tate dijo de los asesinos: "No muestran ningún tipo de responsabilidad personal. No han hecho expiación a ninguno de los miembros de la familia". También ha peleado por conseguir que se le concediera a Sharon Tate una estrella en el Paseo de la Fama de Hollywood sin éxito.
El coronel Paul Tate prefirió no hacer comentarios públicos; sin embargo, estuvo presente en el juicio de los asesinatos y en los años venideros, junto a su esposa, en las peticiones de libertad condicional, además de escribir cartas a las autoridades oponiéndose rotundamente a la idea de conceder libertad condicional a ninguno de los asesinos. Murió el 18 de mayo de 2005.
Roman Polanski regaló todas sus posesiones después de los asesinatos, incapaz de soportar ningún recuerdo de la época que él llamó "la más feliz de mi vida". Permaneció en Los Ángeles hasta que detuvieron a los asesinos y después regresó a Europa. Dedicó su película de 1979 Tess a Sharon, debido a que Tate había leído la obra de Thomas Hardy Tess of the d'Urbervilles durante su última estancia con Polanski en Londres, dejándolo para que lo leyera con la premisa de que sería una buena historia para filmar juntos. Polanski intentó explicar su angustia después de la muerte de su esposa e hijo nonato en su autobiografía de 1984 Roman by Polanski, diciendo "desde la muerte de Sharon y a pesar de poder parecer al contrario, mi disfrute de la vida ha estado incompleto. En momentos de tragedias personales insoportables algunos encuentran consuelo en la religión. En mi caso pasó lo contrario. Cualquier fe religiosa que tuviera se acabó con el asesinato de Sharon. Se vio reforzada mi fe en el absurdo".
En julio de 2005, Polanski se querelló, con resultado favorable, contra la revista Vanity Fair por calumnia, debido a una afirmación de que había intentado seducir a una mujer de camino al funeral de Tate. Entre los testigos a su defensa se encontraban Debra Tate y Mia Farrow. Describiendo al Polanski inmediatamente después de la muerte de Tate, Farrow testificó: "De esto puedo estar segura — por su estado de ánimo cuando estábamos allí, por lo que hablamos, por su total sentido de pérdida, de desesperación y desconcierto y susto y amor - un amor que había perdido". Al final del proceso, Polanski leyó un comunicado, diciendo en parte: "La memoria de mi difunta esposa Sharon Tate es lo que prevalecía cuando inicié esta acción".
Los asesinatos cometidos por la "familia" Manson se han visto por parte de algunos estudiosos de la sociología como un momento importante en la década de los sesenta. Joan Didion escribió: "Mucha gente que conozco de Los Ángeles creen que los sesenta acabaron de forma repentina el 9 de agosto de 1969, en el mismo momento en que la noticia de los asesinatos de Cielo Drive viajaron como maleza incendiada por la población, siendo hasta cierto punto verdad. Ese día comenzó la tensión. Comenzó la paranoia".
El trabajo de Sharon Tate como actriz se ha reexaminado desde su muerte, con críticos cinematográficos como Leonard Maltin hablando de su gran potencial como actriz cómica. Maltin alabó la película de Polanski The Fearless Vampire Killers diciendo que estaba "cerca de ser brillante", además de decir que la actuación de Tate en Don't Make Waves y The Wrecking Crew son sus dos mejores trabajos y que son un indicador de lo que su posterior carrera podía haber sido. Tanto Eye of the Devil con su temática supernatural, como el exagerado melodrama Valley of the Dolls son consideradas películas de culto.
Greg King, el biógrafo de Tate, mantiene una postura similar a la de la familia de Tate, diciendo en Sharon Tate and the Manson Murders (2000): "El verdadero legado de Sharon no está en sus trabajos de cine o televisivos. El hecho de que, a día de hoy, víctimas o sus familiares puedan sentarse ante los autores del crimen y tener voz y voto en sus sentencias o en sus peticiones de libertad condicional, es en gran medida gracias al trabajo de Doris [y Patti] Tate. Los años de devoción hacia la memoria de Sharon y su dedicación a los derechos de las víctimas... han ayudado a transformar a Sharon de mera víctima y a restaurar un rostro humano a uno de los crímenes más tristemente célebres del S. XX".
En 2017 el capítulo 10 de la séptima temporada de la serie American Horror Story habla sobre Charles Manson interpretado por Evan Peters y el asesinato de Sharon Tate interpretada por Lily Rabe.
En 2019, se estrena Once Upon a Time in Hollywood de Quentín Tarantino, película que relata (con hechos ficticios y reales) en su particular estilo lo ocurrido en Cielo Drive. Con Margot Robbie como Sharon Tate y Protagonizada por Leonardo DiCaprio y Brad Pitt. Estreno que coincide con la conmemoración de los 50 años de los asesinatos en Beverly Hills.
E! Entertainment Television posicionó el asesinato de Tate y sus amigos en el puesto número 9 dentro del programa "Los 101 shocks en el mundo del entretenimiento".
El 24 de septiembre de 2009, muere a la edad de 61 años, Susan Atkins, la asesina material de Sharon Tate. Fue sometida a cirugía cerebral y estuvo paralizada en sus últimos meses, con dificultades además para hablar. Fue trasladada a una instalación de enfermería especializada en la Instalación del Centro de California para Mujeres, en Chowchilla, exactamente un año antes de su muerte.
El 2 de septiembre perdió su última solicitud de libertad condicional. Atkins fue llevada ante la junta de libertad condicional en una camilla y durmió durante la mayor parte de la audiencia, despertando hacia el final de la misma para recitar el Salmo 23 con ayuda de su esposo, el abogado James Whitehouse.

## Filmografía

### Cine

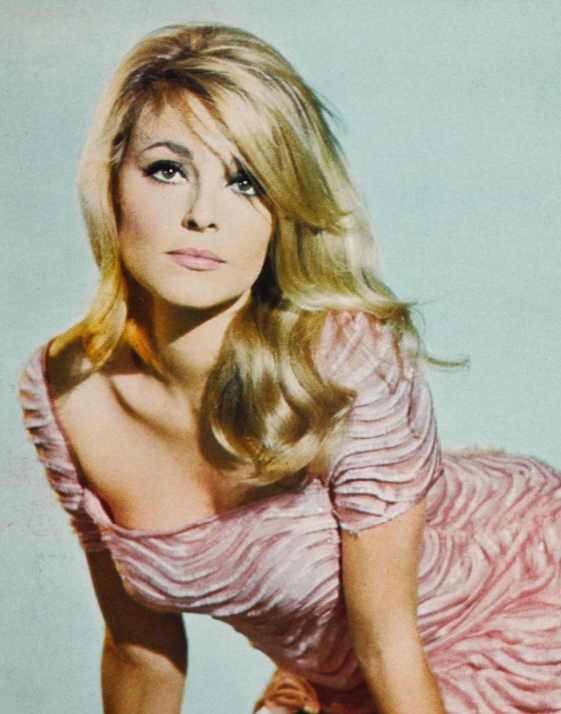
En fotografía publicitaria, de 1967.

| Año  | Título                                           | Papel                | Notas                                                           |
| ---- | ------------------------------------------------ | -------------------- | --------------------------------------------------------------- |
| 1961 | Barrabás                                         | Patricia en la arena | No acreditada                                                   |
| 1962 | Hemingway's Adventures of a Young Man            | Burlesque Queen      | No acreditada                                                   |
| 1963 | The Wheeler Dealers                              | Bit part             | No acreditada                                                   |
| 1964 | The Americanization of Emily                     | Joven atractiva      | No acreditada                                                   |
| 1965 | The Sandpiper                                    | Joven atractiva      | No acreditada                                                   |
| 1966 | Eye of the Devil                                 | Odile de Caray       |                                                                 |
| 1967 | All Eyes on Sharon Tate                          | Ella misma           | Cortometraje promocional para Eye of the Devil                  |
| 1967 | The Fearless Vampire Killers                     | Sarah Shagal         |                                                                 |
| 1967 | Don't Make Waves                                 | Malibu               |                                                                 |
| 1967 | Valley of the Dolls                              | Jennifer North       | Nominación a un Globo de Oro a la nueva estrella del año-Actriz |
| 1968 | The Wrecking Crew                                | Freya Carlson        |                                                                 |
| 1969 | The Thirteen Chairs (también conocida como 12+1) | Pat                  | Lanzamiento póstumo                                             |
| 1970 | Ciao, Federico!                                  | Ella misma           | Lanzamiento póstumo                                             |

### Televisión
| Año     | Título                  | Papel                                    | Notas                                                              |
| ------- | ----------------------- | ---------------------------------------- | ------------------------------------------------------------------ |
| 1963–65 | The Beverly Hillbillies | Janet Trego, Mary                        | 15 episodios                                                       |
| 1963    | Mister Ed               | Operadora telefónica, novia del marinero | Episodio: «Love Thy New Neighbor» Episodio: «Ed Discovers America» |
| 1965    | The Man from U.N.C.L.E. | Terapeuta                                | Episodio: «The Girls of Nazarone Affair»                           |